# Nichijō
Nichijō Shōnin (japanisch 日常 上人; * 1216, in der Provinz Inaba; † 1299), gebürtig Toki Jōnin (富木 常忍), wurde ca. 1253 Anhänger Nichiren Daishōnins als Laiengläubiger. Er gründete in der Kamakura-Zeit die Nakayamamon-Richtung des Nichiren-Buddhismus.

## Leben
Als Adoptivvater von Nitchō, einem der sechs älteren Schüler Nichirens, gründete er einen dem Lotus-Sutra gewidmeten Tempel, aus dem der Nakayama Hokekyōji hervorging. Er erhielt viele Briefe von Nichiren, u. a. auch „Kanjin Honzon Sho“, und unterstützte Nichiren während des Exils auf der Insel Sado (1271–1274). Nach dem Tod Nichirens nahm der den buddhistischen Namen Nichijō an und wurde Mönch. Er sammelte alle verfügbaren Schriften und Briefe Nichirens. Aus dieser Sammlung stammen u. a. die heutigen Gosho bzw. Goibun.